# 和田村 (北海道)
和田村（わだむら）は、かつて北海道根室郡にあった村。

## 沿革
- 1886年 - 和田地区に屯田兵440戸が入地し、和田村を建設する。和田村・落石村・昆布村の各村を管轄とする、和田村ほか二カ所戸長役場を設置する。
- 1900年（明治33年） - 和田村ほか二カ所戸長役場の管轄に、穂香村・厚別村・幌茂尻村の各村を入れ、和田村ほか5カ村戸長役場と改める。
- 1906年（明治39年）4月1日 - 北海道二級町村制施行により、根室郡穂香村・幌茂尻村・和田村・花咲郡落石村・昆布盛村および厚別村の一部の区域をもって、和田村が発足。
- 1957年（昭和32年）8月1日 - 根室郡根室町と新設合併し、根室市が発足。同日和田村廃止。